# Yunga

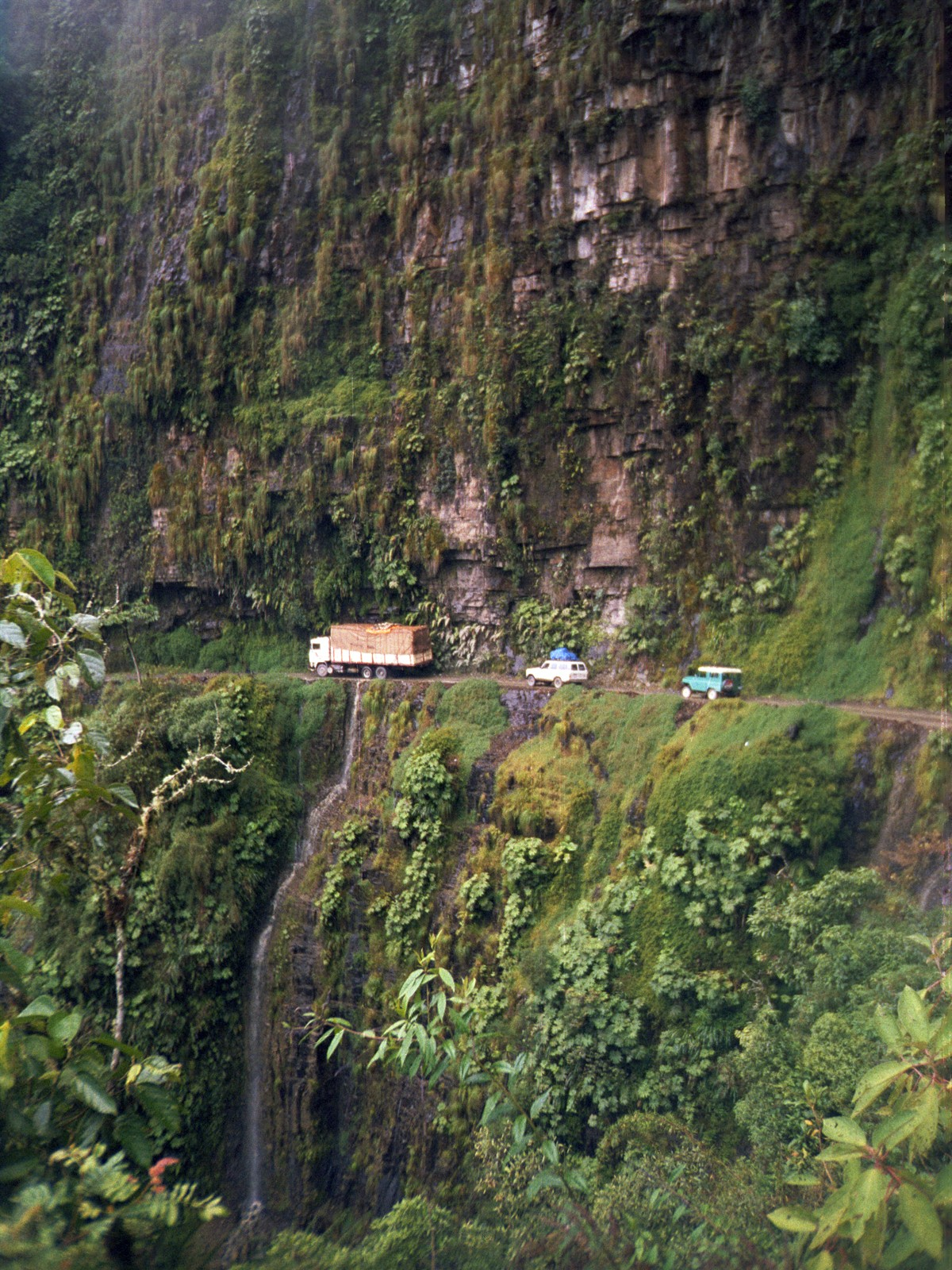
La route des Yungas en Bolivie.

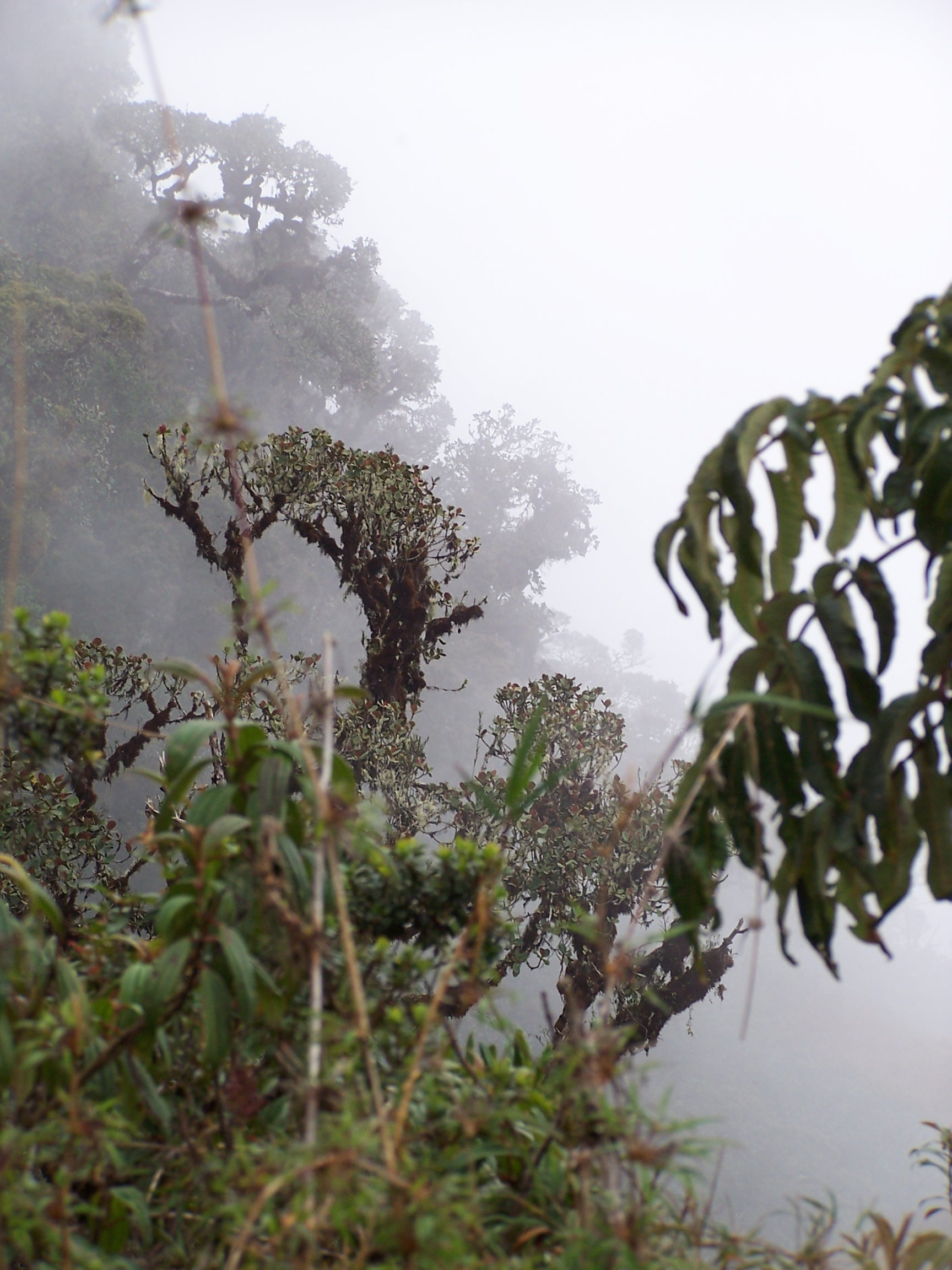
La forêt de nuage de la région des Yungas

Les Yungas (mot quechua signifiant « Terres tièdes ») sont une bande forestière d'Amérique du Sud, située entre 500 et 2 300 m au-dessus du niveau de la mer, qui s'étend sur le flanc est de la Cordillière des Andes au Pérou, en Bolivie et en Argentine.
C'est une zone de transition entre les hautes terres andines (altiplano) à l'ouest et les plaines de l'est : forêt amazonienne dans la partie nord, Gran Chaco dans la partie sud. Son climat tropical pluvieux, humide, et chaud à tempéré toute l'année favorise le développement d'une forêt de nuage dense qui présente une riche biodiversité.
Une province de Bolivie est également appelée Nor Yungas.